# Esmée Denters
Esmée Denters, född 28 september 1988 i Arnhem, är en nederländsk sångerska. Hon är en stor stjärna på Youtube, där hon lägger ut videoklipp där hon sjunger covers. Hon har även en egen låt, "Crazy Place". Denters popularitet på Youtube uppmärksammades och hon skrev skivkontrakt med Tennman Records i juni 2007 och var förband till Justin Timberlake på dennes Europaturné samma sommar. Hon har även gjort covers på bland annat Justin Timberlakes "What Goes Around Comes Around" och Natasha Bedingfields "Unwritten" som båda blivit väldigt uppskattade på Youtube.
Esmée Denters har även medverkat i The Oprah Winfrey Show och det nederländska TV-programmet Jensen.

## Diskografi
År 2009 gav hon ut singeln Outta here.